# (5854) 1992 UP
(5854) 1992 UP es un asteroide perteneciente al cinturón de asteroides, región del sistema solar que se encuentra entre las órbitas de Marte y Júpiter, más concretamente a la familia de Temis, descubierto el 19 de octubre de 1992 por Seiji Ueda y el astrónomo Hiroshi Kaneda desde el Kushiro Marsh Observatory, Hokkaido, Japón.

## Designación y nombre
Designado provisionalmente como 1992 UP.

## Características orbitales
1992 UP está situado a una distancia media del Sol de 3,167 ua, pudiendo alejarse hasta 3,627 ua y acercarse hasta 2,707 ua. Su excentricidad es 0,145 y la inclinación orbital 2,497 grados. Emplea 2058,72 días en completar una órbita alrededor del Sol.

## Características físicas
La magnitud absoluta de 1992 UP es 12,4. Tiene 17,727 km de diámetro y su albedo se estima en 0,068. 